# Cerebral amyloid angiopati
Cerebral amyloid angiopati (CAA) är en angiopati (kärlsjukdom) där beta-amyloid inlagras i väggarna i de små och medelstora blodkärlen som försörjer kortex (hjärnbarken), subkortex och leptomeningiala vävnaden i hjärnan. Inlagringen i kärlväggen kan leda till bildning av mikroaneurysm, koncentrisk splittring av kärl, kroniska inflammatoriska infiltrat och fibrinoidnekros och därigenom förorsaka en hjärnblödning. Blödningarna som är associerade med CAA uppträder i första hand i hjärnans lober.  Detta skiljer sig jämfört med hjärnblödningar som är associerade med högt blodtryck, där blödningen ofta är central. Hos individer med central blödning är CAA inte överrepresenterat jämfört med kontroller.
CAA drabbar bara hjärnan  och hjärnhinna och är inte relaterad till andra former av amyloidos. Däremot vet man att CAA är associerat med Alzheimers sjukdom och det kanske är en orsak till att hjärnblödningar är vanligare hos personer med Alzheimer även om sambandet mellan de olika sjukdomarna är oklart.

## Orsaker

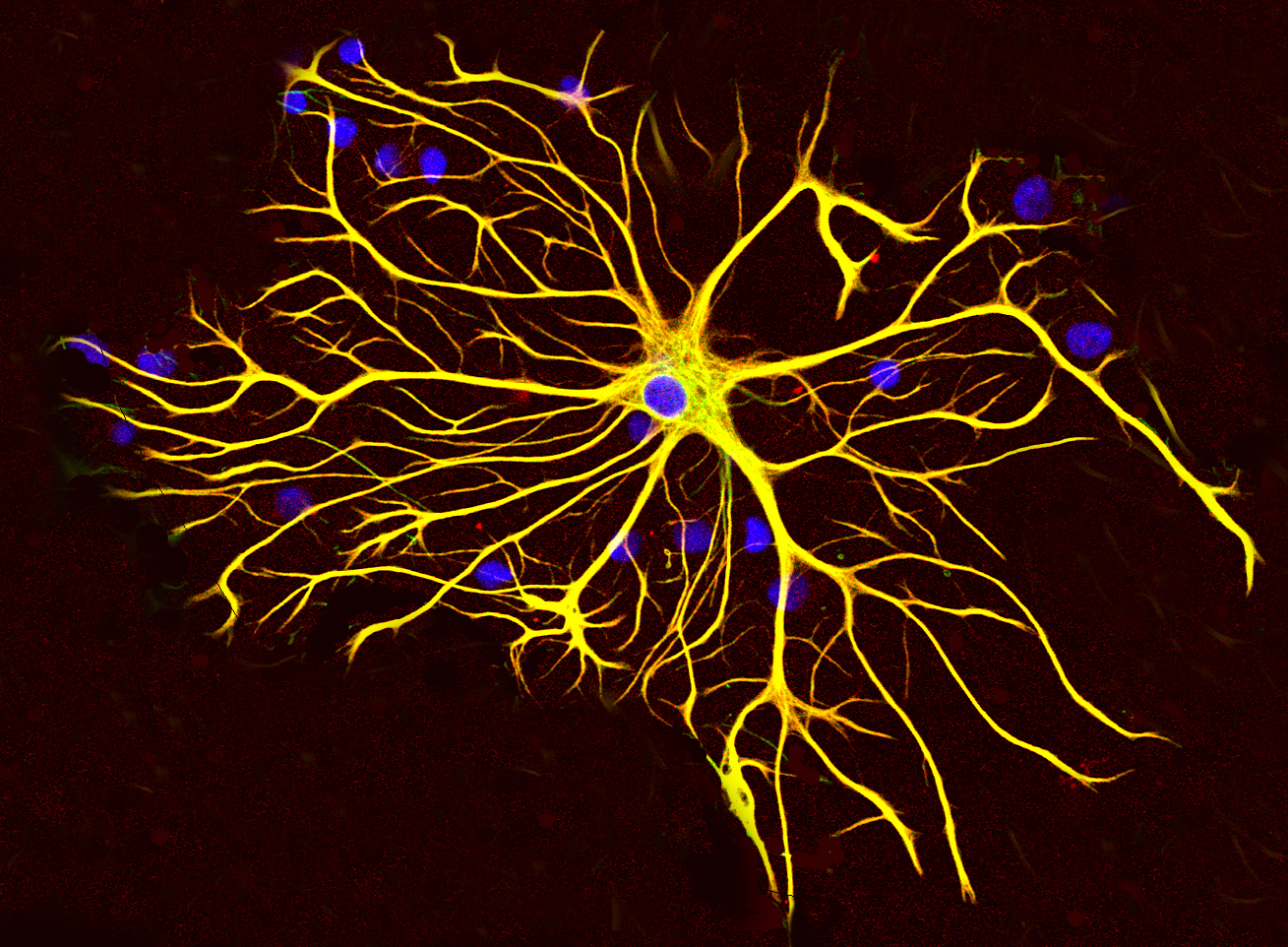
Astrocyt

CAA kan uppträda antingen sporadiskt (utan känd genetik) vanligtvis hos äldre personer eller i familjeformer (där det finns ärftliga faktorer) som flamländska, Iowa och holländska typer. I båda fallen förekommer amyloid beta (Aβ) i leptomeningeala och cerebrala kärlväggar. CAA som förekommer i den flamländska typen har varit associerad till stora plack med tät kärna.
Orsaken till ökad inlagring av Aβ i sporadisk CAA är fortfarande oklar. Det kan bero på att kroppen producerar mer eller att kroppen inte klarar av att rensa bort ämnet. Under normala förhållanden rensar kroppen Aβ från hjärnan på fyra olika sätt: (1) endocytos av astrocyter och mikrogliaceller, (2) enzymatisk nedbrytning av neprilysin eller insulysin (3) genom blod-hjärnbarriären eller (4) dräneras längs periarteriella utrymmen. Avvikelser i var och en av dessa rensnings-vägar har kopplats till CAA.
I den familjära former av CAA beror orsaken till Aβ-uppbyggnad troligen på ökad produktion snarare än dålig rensning. Mutationer i generna för amyloidprekursorproteinet (APP), Presenilin (PS) 1 och PS2 kan resultera i ökad klyvningshastighet av APP till Aβ. En immunmekanism har också föreslagits. Apolipoprotein E (APOE) ε2 och ε4 är associerade med ökad risk att få cerebral amyloidantipati. Användning av trombocythämmare och antikoagulantiabehandling ökar risken för att få intracerebral blödning vid CAA.

### Varianter av familjär CAA
Det finns flera familjevarianter. Tillståndet är vanligtvis förknippat med amyloid beta. Det finns dock typer som involverar andra amyloidpeptider:
- Den "isländska typen" är associerad med Cystatin C amyloid (ACys).[21]
- Den "brittiska typen" och "dansk typ" förknippas med brittisk amyloid (ABri) respektive dansk amyloid (ADan). Båda peptiderna är kopplade till mutationer i ITM2B.[22]
- Familjär amyloidos-finsk typ är associerad med gelsolinamyloid (AGel).[23]

## Patofysiologi
CAA kan klassificeras som antingen typ 1 eller typ 2, den senare typen är den vanligaste. Typ 1 CAA-patologi har amyloidavlagringar i kortikala kapillärer såväl som i leptomeningeala och kortikala artärer och arterioler. I typ 2 CAA-patologi finns amyloidavlagringar i leptomeningeala och kortikala artärer och arterioler, men inte i kapillärer. Avlagringar i vener eller venoler är möjliga i båda typerna men är mycket ovanliga.

## Diagnos

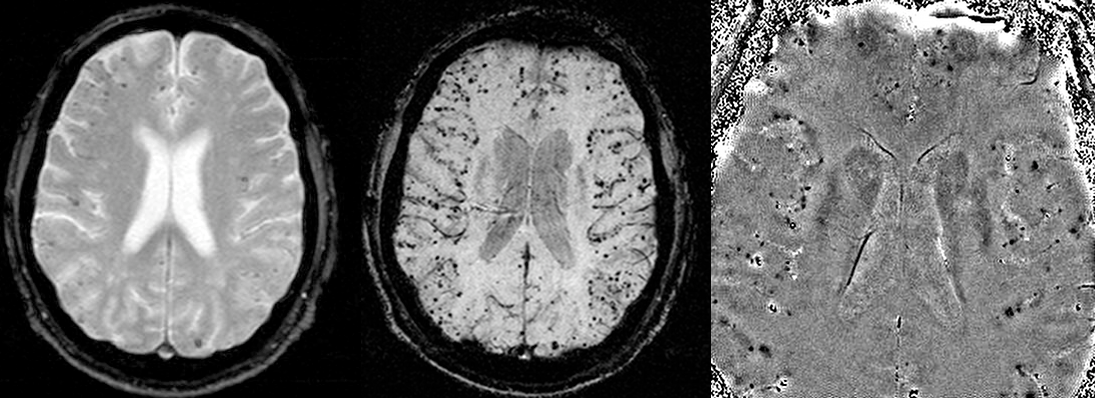
MRT visar låga signalhärdar vid cerebral amyloidangiopati. Konventionell gradienteko T2*-vägd bild (vänster, TE=20ms), susceptibilitetsviktad bild (SWI) och SWI-fasbild (mitt respektive höger, TE=40ms) vid 1,5 Tesla.

Definitiv diagnos kan endast diagnostiseras genom obduktion. Biopsier kan spela en roll för att diagnostisera troliga fall. När ingen vävnad är tillgänglig för biopsi använder man Boston-kriterierna  eller Edinburgh-kriterierna för att fastställa troliga CAA-fall utifrån MRT- eller DT bilder. Boston kriterierna kräver bevis på flera lobara eller kortikala blödningar för att märka en patient som troligen med CAA. Mottaglighetsviktad avbildning har föreslagits som ett verktyg för att identifiera CAA-relaterade mikroblödningar.

### Avbildning
Cerebral amyloidangiopati kan uppträda som lobar intracerebral blödning eller mikroblödningar i hjärnan. Blödningen sker vanligtvis på hjärnans ytor i motsats till intrakraniell blödning på grund av högt blodtryck som uppstår på djupa platser i hjärnan som basala ganglier och pons. I lobar intracerebral blödning skulle datortomografi (CT) visa ett hyperdens blödningsområde och hypodensa ödem runt blödningsstället.
MRT-sekvens av gradienteko och känslighetsviktad avbildning (SWI) är användbara för att detektera mikroblödningar och avsättning av järn på hjärnbarken (kortikal ytlig sideros). Andra MRT-indikatorer för CAA inkluderar hyperintensiteter i vit substans och kortikal gallring.

### Boston-kriterierna för cerebral amyloid angiopati
Fram till 1980-talet var diagnosen CAA endast möjlig hos patienter som hade hjärnvävnad tillgänglig från hematomevakuering (avlägsnande av blod från hjärnan), biopsi (vävnadsprov) eller obduktion. På 1990-talet infördes Boston-kriterierna, vilket gjorde det möjligt för kliniker att diagnostisera sannolik CAA hos levande patienter utan tillgänglig hjärnvävnad.
Boston-kriterierna för cerebral amyloid angiopati version 2.0 är den senaste versionen (publicerad 2022) för att diagnostisera cerebral amyloid angiopati (CAA).
Syftet med kriterier är  att ge hög diagnostisk noggrannhet med rimlig enkelhet, vilket gör dem användbara för både klinisk praxis och forskning. Kriterierna är utformade för att vara tillämpliga över det kliniska spektrumet av CAA-relaterade presentationer, vilket innebär att de kan användas för att diagnostisera sjukdomen hos patienter med en mängd olika symtom och tillstånd. Kriterierna är också avsedda att användas i kliniska miljöer, vilket innebär att de kan tillämpas i olika vårdmiljöer och av olika vårdpersonal. Kriterierna delar upp CAA i 1) Definitiv, 2) Trolig CAA med stödjande patologi, 3) Trolig CAA, och 4) Möjlig CAA (se tabell nedan).

#### Utvecklingen av Boston-kriterierna
Boston-kriterierna publicerades första gången 1995 i metoddelen av en artikel som handlade om analys av CAA och apolipoprotein E ε4-allelen och lite senare (1986) som en tabell i en klinisk-patologisk fallrapport. De ursprungliga Boston-kriterierna för trolig CAA krävde neuroradiologiska fynd av två eller flera blödningar i hjärnloben. Man definierade hjärnloben som hjärnbarken, övergången mellan den gråvita hjärnsubstansen och den subkortikal vita hjärnsubstansen. 
|                                      | Boston kriterierna version 2.0 för cerebral amyloid angiopati som publicerades i Lancet Neurology 2022 |
| ------------------------------------ | --- |
| 1. Definitiv CAA                     | Obduktion av hjärnan som visar: - Spontan intracerebral blödning, övergående fokal neurologiska episod, subaraknoidalblödning i konvexitet eller kognitiv störning eller demens - Svår CAA med vaskulopati - Frånvaro av annan diagnostisk skada |
| 2. Trolig CAA med stödjande patologi | Kliniska data och patologisk vävnad från evakuerat hematom eller kortikal biopsi som visar: - Spontan intracerebral blödning, övergående fokala neurologisk episod, subaraknoidal blödning i konvexitet eller kognitiv störning eller demens - Vävnadsprov förenligt med CAA - Frånvaro av annan diagnos |
| 3. Trolig CAA                        | För patienter 50 år och äldre, där kliniska data och MR-undersökning talar för: - Spontan intracerebral blödning, övergående fokal neurologisk episode, subaraknoidal blödning i konvexitet eller kognitiv störning eller demens - Minst två av följande strikt lobara hemorragiska lesioner på T2*-viktad MR, i valfri kombination: intracerebral blödning, cerebrala mikroblödningar eller härdar av kortikal ytlig sideros eller subaraknoidal blödning i konvexitet ELLER - En lobar hemorragisk skada plus en vitsubstans-lesion (uttalade perivaskulära rum i centrum semiovale eller vitsubstans-hyperintensitet i ett multispotmönster) † - Frånvaro av djupa blödnignar (dvs. intracerebral blödning eller cerebrala mikroblödningar) på T2*-viktad MR - Frånvaro av annan orsak till blödningsskador ‡ - Hemorragisk lesion i lillhjärnan räknas som vare sig lobar eller djup hemorragisk lesion |
| 4. Möjlig CAA                        | För patienter 50 år och äldre, där kliniska data och MR-undersökning talar för: - Spontan intracerebral blödning, övergående fokala neurologiska episoder, subaraknoidal blödning i konvexitet eller kognitiv störning eller demens - Avsaknad av andra orsaker till blödningen ‡ - En lobal blödning på T2*-viktad MR: intracerebral blödning, cerebral mikroblödning, eller ytlig kortikal blödning, eller subaraknoidal blödning över konvexiteten ELLER - En vitsubstans-sjukdomuttalade perivaskulära rum i centrum semiovale eller vitsubstans hyperintensitet i ett multispotmönster - Frånvaro av djupa blödnignar (dvs. intracerebral blödning eller cerebrala mikroblödningar) på T2*-viktad MR - Frånvaro av annan orsak till blödningsskador ‡ - Hemorragisk lesion i lillhjärnan räknas inte som vare sig lobar eller djup hemorragisk lesion                                                  |
|                                      | CAA=cerebral amyloid angiopati. † Betydande förändringar från Boston-kriterierna v1.5. ‡ Andra orsaker till hemorragisk lesion: tidigare huvudtrauma, hemorragisk transformation av en ischemisk stroke, arteriovenös missbildning, hemorragisk tumör, CNS-vaskulit. Andra orsaker till kortikal ytlig sideros och akut subaraknoidal blödning med konvexitet bör också uteslutas. |

## Handläggning
I nuläget finns det ingen kurativ behandling. Patienter med hjärnblödning ska vårdas på strokeavdelning. Sjukgymnastik, arbetsterapi och/eller logopedi är viktigt för att förebygga komplikationer och rehabilitering.

## Historia
Termen kongofil används ibland eftersom förekomsten av onormala aggregationer av amyloid kan påvisas genom mikroskopisk undersökning av hjärnvävnad efter färgning med Kongorött. 
Gustav Oppenheim var den första som rapporterade vaskulära amyloid-β-avlagringar på kärlsystemet i det centrala nervsystemet 1909. Det första dokumentet som enbart fokuserade på vad som skulle komma att kallas CAA publicerades 1938 av WZ Scholz. 1979 publicerade H. Okazaki en artikel som implicerade CAA i vissa fall av lobar intracerebral blödning.